# Fort Cobb
Fort Cobb is een plaats (town) in de Amerikaanse staat Oklahoma, en valt bestuurlijk gezien onder Caddo County.

## Demografie
Bij de volkstelling in 2000 werd het aantal inwoners vastgesteld op 667.
In 2006 is het aantal inwoners door het United States Census Bureau geschat op 661, een daling van 6 (-0,9%).

## Geografie
Volgens het United States Census Bureau beslaat de plaats een oppervlakte van
1,3 km², geheel bestaande uit land. Fort Cobb ligt op ongeveer 445 m boven zeeniveau.

## Plaatsen in de nabije omgeving
De onderstaande figuur toont nabijgelegen plaatsen in een straal van 28 km rond Fort Cobb.